# Blåbärssoppa

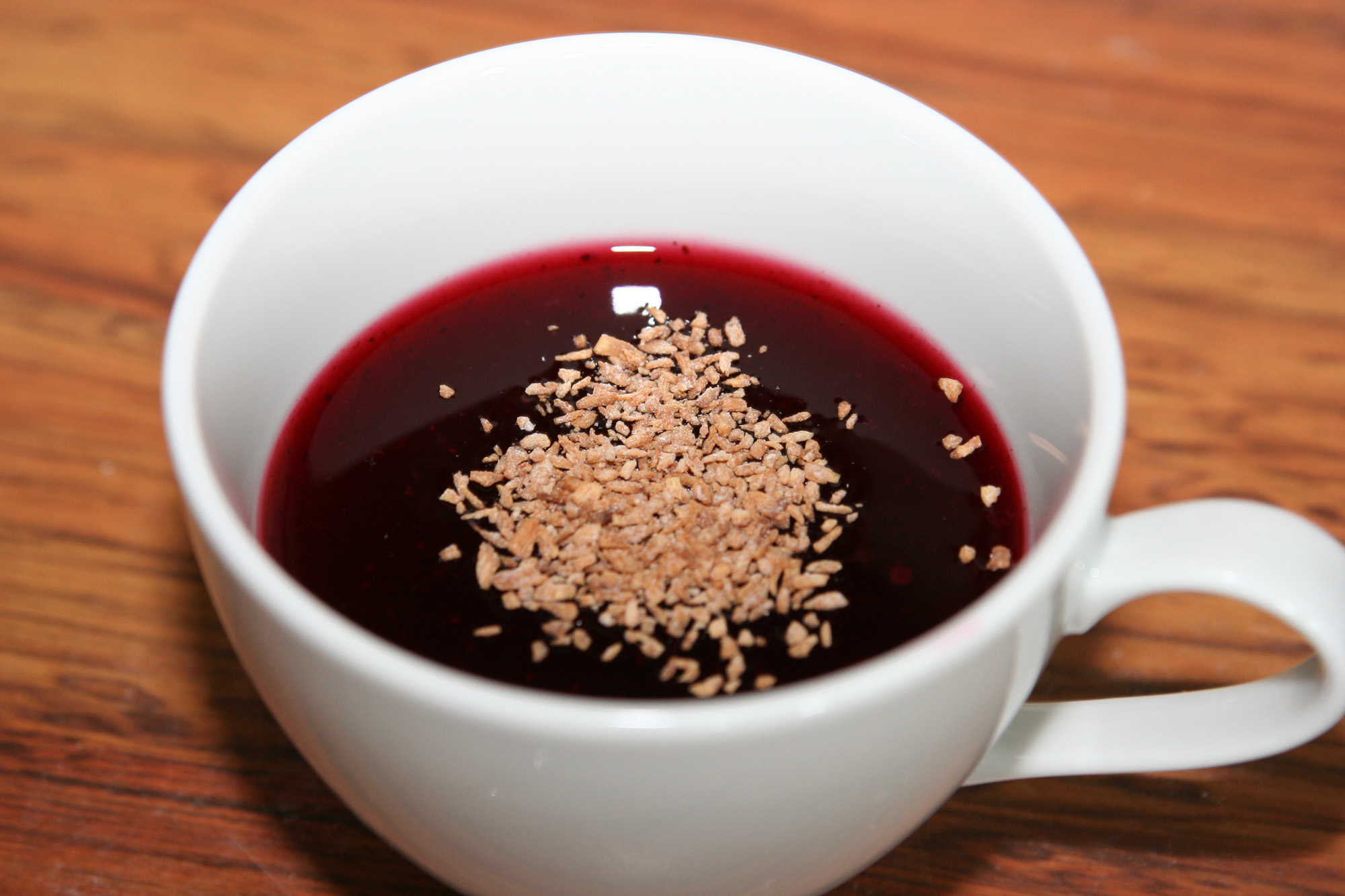
Blåbärssoppa.

Blåbärssoppa (en sueco ‘sopa de arándano’) es una bebida sueca hecha de arándanos, que puede servirse fría o caliente. Es dulce y contiene almidón, lo que le da una consistencia relativamente espesa. 
La blåbärssoppa puede hacerse artesanalmente a partir de arándanos, azúcar, agua y maicena, o comprarse ya preparada o en polvo, para mezclar con agua.

## Usos
La blåbärssoppa se sirve tradicionalmente a los participantes del maratón de esquí Vasaloppet, pues es rica en energía. Los arándanos se han usado tradicionalmente para combatir los desarreglos gastrointestinales leves, y en Suecia la blåbärssoppa suele considerarse adecuada para la gente con trastornos estomacales, también porque es rica en energía.